# Demokratische Einheitsfront der Völker Sheko und Majangir
Die Volksdemokratische Einheitsorganisation der Sheko und Mezenger (amharisch የሸኮና መዠንገር ህዝቦች ዴሞክራሲያዊ ግንባር Yä-Šäko-ənna Mäžängär Həzbočč Demokrasiyawi Gənbar, deut. ‘Demokratische Front der Völker Sheko und Majangir’, englisch Sheko and Mezenger People's Democratic Unity Organization, Abkürzung SMPDUO) ist eine politische Partei in der Region der Südlichen Nationen, Nationalitäten und Völker (YeDebub), einer Region in Äthiopien.
Bei den letzten Wahlen zum nationalen äthiopischen Volksrepräsentantenhaus am 15. Mai 2005 wählte die Partei Kassahun Jarka Ziyatu als Repräsentant des Distrikts der Zone Bench Maji in der Region der südlichen Nationen, Nationalitäten und Völker aus. Dieser erhielt 0,3 % der Wählerstimmen und konnte somit als einer der 547 Abgeordneten ins Parlament einziehen.
Bei den regionalen Parlamentswahlen im August 2005 erhielt die SMPDUO lediglich einen Sitz im Regionalparlament der YeDebub-Region. Bei den nationalen Nachwahlen im Jahre 2008 gewann die SMPDUO 7 Sitze in einem Kebele im Woreda Yeki und erhielt somit die Kontrolle über diese lokale Verwaltungseinheit.

## Geschichte
Die SMPDUO wurde im Jahre 2000 auf Anweisung der regierenden Koalition Revolutionäre Demokratische Front der Äthiopischen Völker (EPRDF) gegründet, welche sich erhofft hat, innerhalb der lokalen politischen Rahmenbedingungen drei bereits existierende Woredas – den Godere Spezial-Woreda innerhalb der Gambela-Region sowie die Woredas Sheko und Yeki aus der Region der südlichen Nationen, Nationalitäten und Völker – zu einer neuen ethnischen Zone zu vereinigen. Nach alledem erhielt die Organisation einen schlechten Ruf für seine rassistischen Verlautbarungen, welche sowohl die Demokratische Bewegung der Südäthiopischen Völker (Mitgliedspartei der EPRDF), als auch die Opposition von der Demokratischen Koalition der Südäthiopischen Völker davon abbrachte, mit der Organisation SMPDUO zusammenzuarbeiten.
Bei den am Ende des Jahres 2001 abgehaltenen Wahlen gewann die SMPDUO die Kontrolle über die Mehrheit der Kebeles in Sheko und beanspruchte den Wahlsieg im Woreda Yeki. Die erste Amtshandlung der Organisation nach der Übernahme der Macht war die Entwaffnung der Kebele-Milizen in Gebieten, wo die Nationale Wahlbehörde Äthiopiens den Sieg der Wahlen nicht reklamierte, jedoch stieß die SMPDUO dabei auf Widerstand. Nach Monaten der Frustration marschierten Einzelpersonen in Verbindung mit der SMPDUO auf Tippi, was dort zu ethnischer Gewalt führte.